# Dorippoidea
Dorippoidea ist eine Überfamilie der Krabben. Sie bewohnen freilebend sowohl Flach- als auch Tiefwasser und tragen mit den letzten beiden Schreitbeinen lebende oder tote Objekte.

## Merkmale
Der Carapax ist meist ein wenig breiter als lang, annähernd quadratisch bis rundlich und meist im hinteren Bereich am breitesten. Der vorn-seitliche und hinten-seitliche Rand sind kaum oder gar nicht abgesetzt. Die Antennulen und Antennen sind groß, erstere quergefaltet. Das Endostom ist verlängert ragt nach vorn vor und bildet einen Kanal. Er ist distal durch den verbreiterten vorderen Teil des Endopoditen des ersten Maxillipeds bedeckt. Das dritte Maxilliped bedeckt nicht den vorderen Teil der Mundhöhle. Das Branchiostegit ist stark reduziert (Ethusidae) oder fehlt ganz (Dorippidae).
Die Scherenbeine sind oft ungleich groß, die größere Hand nicht deutlich angeschwollen und niemals mit mahlzahnartigen oder Schneidezähnen besetzt. Die Finger sind nie pigmentiert. Die Schreitbeine P2 und P3 sind gewöhnlich kräftig und lang, die anderen beiden (P4 und P5) deutlich kleiner, weiter rückenseitig angeordnet und in einer Subchela zum Halten von Objekten endend. Die Milne-Edwards-Öffnungen sind groß, schräg bis queroval und ihre Rinder mit kräftigen Borsten besetzt. Sie sind durch das bewegliche, verknöcherte Epopodit des dritten Maxillipeds besetzt. Das thorakale Sternum ist relativ breit und flach. Die Nähte zwischen vierten und fünften sowie siebten und achten Segment sind zur Mitte hin unterbrochen. Ein Arretiermechanismus für das Pleon ist bei beiden Geschlechtern ausgebildet. Die Pleonsegmente 1 und 2 sind nicht bauchwärts gefaltet und von oben sichtbar. Uropoden fehlen ganz. Das Pleon der Weibchen ist domartig gewölbt und bildet eine Bruttasche. Die Geschlechtsöffnung der Männchen liegt coxal oder coxosternal, die Vulva der Weibchen sternal. Eine Spermathek fehlt.

## Systematik
Das Taxon wird in zwei Familien unterteilt:
- Dorippidae (MacLeay, 1838)
- Orithyiidae (Dana, 1853)